# Lee Connell
Lee Anthony Connell (sinh ngày 24 tháng 6 năm 1981) ở Bury, là một cầu thủ bóng đá người Anh thi đấu ở vị trí tiền vệ cho Ramsbottom United, thi đấu cho Bury F.C. ở Football League.